# Marta Matyjasik
Marta Matyjasik (ur. 1982 w Zgorzelcu) – Miss Polonia 2002, modelka.

## Kariera
Miss Polonia 2002, Miss telewidzów Miss Polonia, Miss Gracja Miss Polonia.
Reprezentowała Polskę na konkursie Miss World. Nie przeszła do finałowej 20. Na konkursie Miss Europe 2003 zdobyła tytuł III wicemiss i została Miss Earth Fire (Miss Ziemi Ognia) w konkursie Miss Earth. W 2003 roku zdobyła tytuł IV wicemiss Miss Europe. Uczestniczyła także w zgrupowaniu Miss World 2002 w Nigerii.
Studentka socjologii. Od 2012 roku pracuje dla Emirates Airlines jako stewardesa.